# Mário Miranda Costa
Mário Luís Miranda Costa, né le 31 octobre 1991, est un coureur cycliste portugais spécialiste du cyclo-cross.

## Palmarès en cyclo-cross
- 2010-2011
  - Troféu Festival Bike
- 2011-2012
  -  Champion du Portugal de cyclo-cross espoirs
- 2012-2013
  - Cyclo-cross Vila do Conde
- 2013-2014
  - Cyclo-cross Vila do Conde
  - 2e du championnat du Portugal de cyclo-cross
- 2014-2015
  -  Champion du Portugal de cyclo-cross
- 2016-2017
  - 2e du championnat du Portugal de cyclo-cross
- 2017-2018
  -  Champion du Portugal de cyclo-cross
- 2018-2019
  - 2e du championnat du Portugal de cyclo-cross
- 2019-2020
  - 3e du championnat du Portugal de cyclo-cross
- 2020-2021
  -  Champion du Portugal de cyclo-cross
- 2021-2022
  -  Champion du Portugal de cyclo-cross
- 2022-2023
  - 2e du championnat du Portugal de cyclo-cross
- 2023-2024
  - 2e du championnat du Portugal de cyclo-cross

## Palmarès en VTT
- 2012
  - Mountainbike Vila do Conde
- 2013
  -  Champion du Portugal de cross-country
- 2015
  - 2e du championnat du Portugal de cross-country

## Palmarès sur route
- 2009
  - 3e du championnat du Portugal du contre-la-montre juniors